# Comisia Economică a Organizației Națiunilor Unite pentru Europa
Comisia Economică a Organizației Națiunilor Unite pentru Europa a fost fondată în 1947 pentru a încuraja cooperarea economică între statele sale membre. Este una dintre cele cinci comisii regionale, sub conducerea administrativă a sediul Organizației Națiunilor Unite. Are 56 de state membre și rapoarteaz la Consiliul Economic și Social al Națiunilor Unite. Precum și țările din Europa, acesta include Canada, republicile din Asia Centrală, Israel și Statele Unite ale Americii. Sediul central al Secretariatului CEE-ONU este în Geneva, Elveția și are un buget de aproximativ 50 milioane de dolari.

## State membre

Statele membre

Cei 56 de membri sunt listați mai jos.
| Țări                  | Data de aderare la CEE-ONU |
| --------------------- | -------------------------- |
| Albania               | 14 decembrie 1955          |
| Andorra               | 28 iulie 1993              |
| Armenia               | 30 iulie 1993              |
| Austria               | 14 decembrie 1955          |
| Azerbaidjan           | 30 iulie 1993              |
| Belarus               | 28 martie 1947             |
| Belgia                | 28 martie 1947             |
| Bosnia și Herțegovina | 22 mai 1992                |
| Bulgaria              | 14 decembrie 1955          |
| Canada                | 9 august 1973              |
| Croația               | 22 mai 1992                |
| Cipru                 | 20 septembrie 1960         |
| Republica Cehă        | 28 martie 1947             |
| Danemarca             | 28 martie 1947             |
| Estonia               | 17 septembrie 1991         |
| Finlanda              | 14 decembrie 1955          |
| Republica Macedonia   | 8 aprilie 1993             |
| Franța                | 28 martie 1947             |
| Georgia               | 30 iulie 1993              |
| Germania              | 18 septembrie 1973         |
| Grecia                | 28 martie 1947             |
| Ungaria               | 14 decembrie 1955          |
| Islanda               | 28 martie 1947             |
| Republica Irlanda     | 14 decembrie 1955          |
| Israel                | 26 iulie 1991              |
| Italia                | 14 decembrie 1955          |
| Kazahstan             | 31 January 1994            |
| Kîrgîzstan            | 30 iulie 1993              |
| Letonia               | 17 septembrie 1991         |
| Liechtenstein         | 18 septembrie 1990         |
| Lituania              | 17 septembrie 1991         |
| Luxembourg            | 28 martie 1947             |
| Malta                 | 1 decembrie 1964           |
| Republica Moldova     | 2 martie 1992              |
| Monaco                | 27 mai 1993                |
| Montenegro            | 28 iunie 2006              |
| Olanda                | 28 martie 1947             |
| Norvegia              | 28 martie 1947             |
| Polonia               | 28 martie 1947             |
| Portugalia            | 14 decembrie 1955          |
| România               | 14 decembrie 1955          |
| Rusia                 | 28 martie 1947             |
| San Marino            | 30 iulie 1993              |
| Serbia                | 1 November 2000            |
| Slovacia              | 28 martie 1947             |
| Slovenia              | 22 May 1992                |
| Spania                | 14 decembrie 1955          |
| Suedia                | 28 martie 1947             |
| Elveția               | 24 martie 1972             |
| Tadjikistan           | 12 decembrie 1994          |
| Turcia                | 28 martie 1947             |
| Turkmenistan          | 30 iulie 1993              |
| Ucraina               | 28 martie 1947             |
| Regatul Unit          | 28 martie 1947             |
| Statele Unite         | 28 martie 1947             |
| Uzbekistan            | 30 iulie 1993              |

Notă: 15 din țările membre CEE-ONU  din 56 beneficiază de asistență oficială pentru dezvoltare.